# Aula Magna (Universität Stockholm)

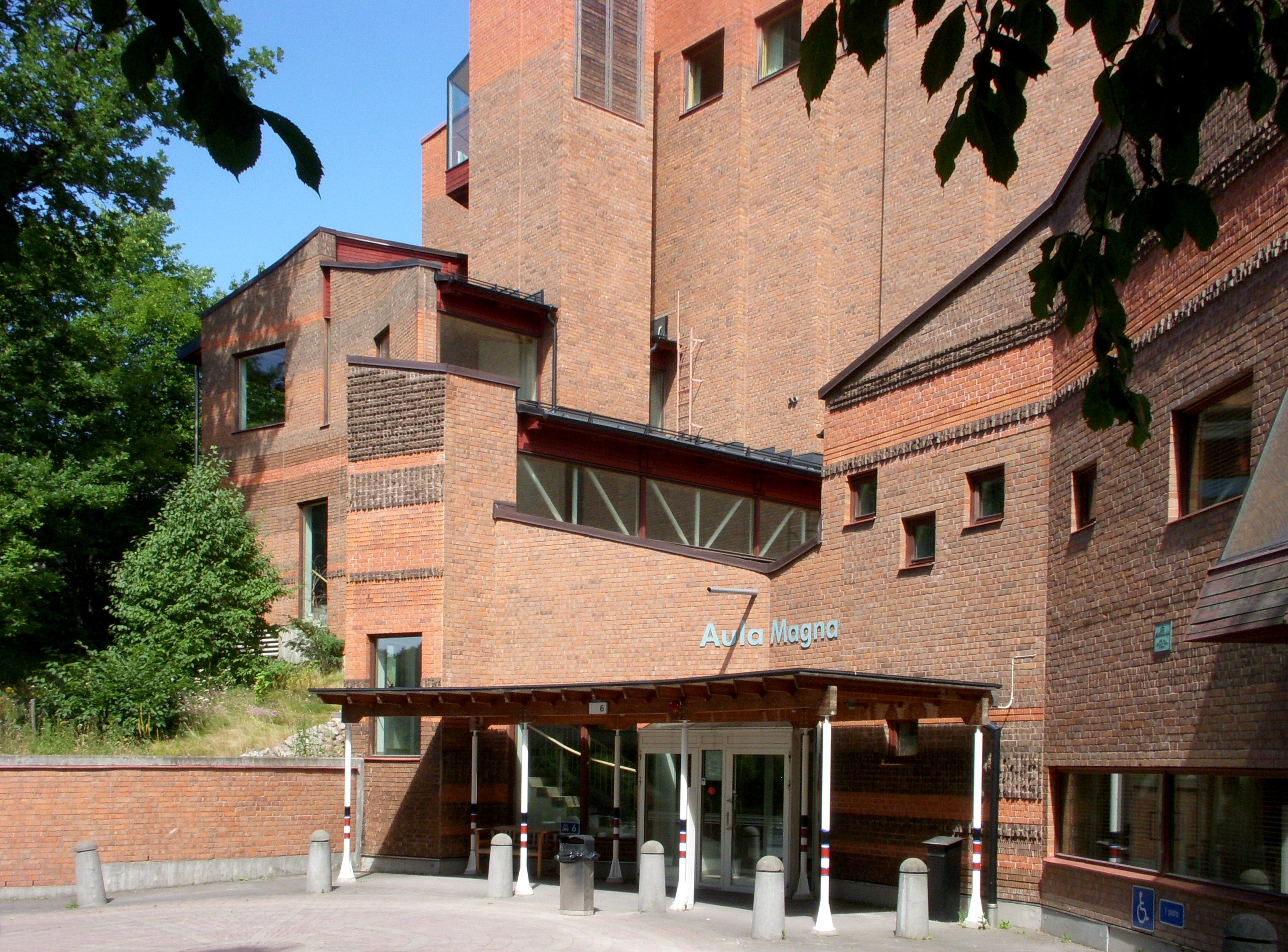
Südwestfassade der Aula Magna

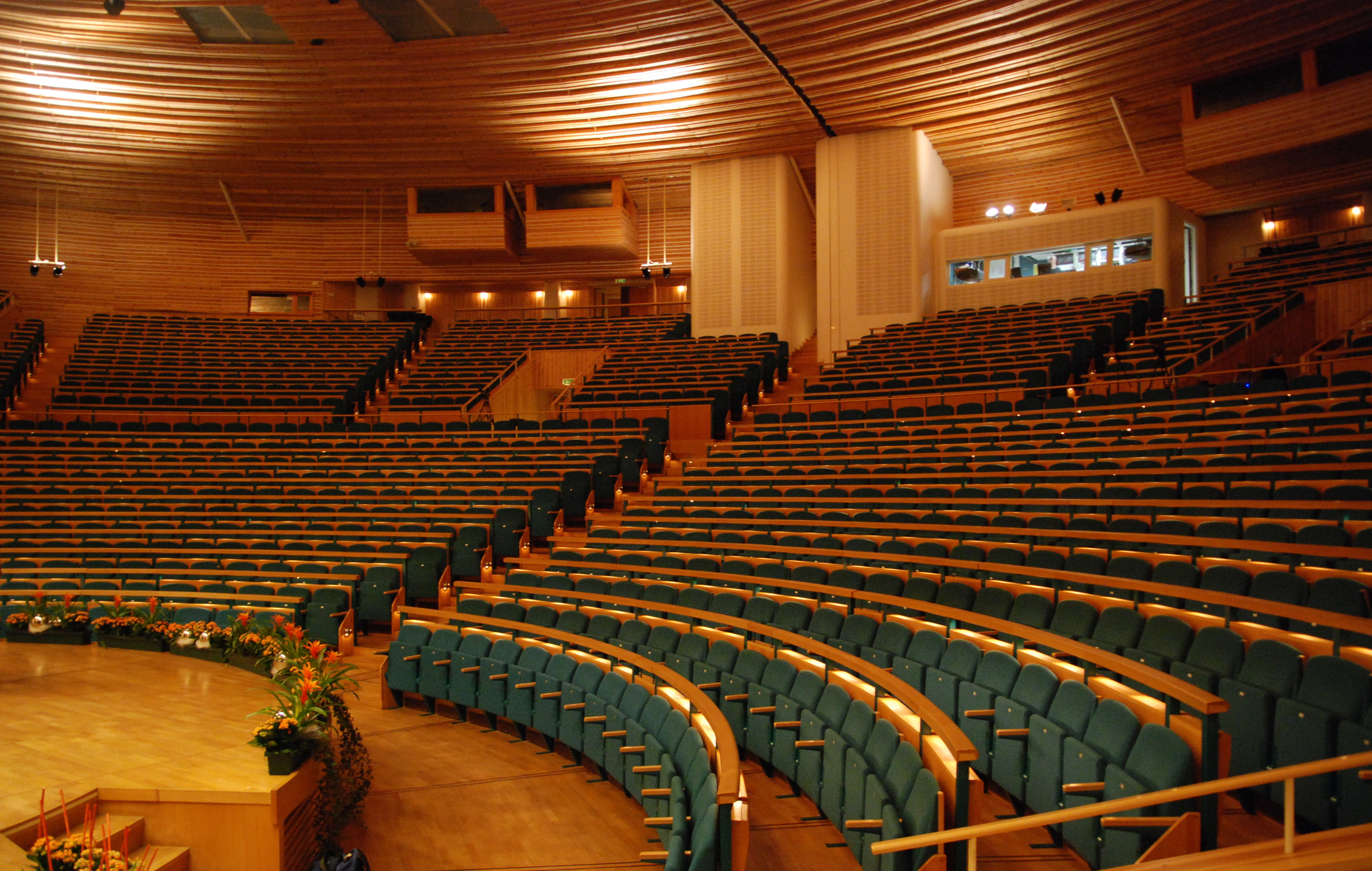
Aula Magna der Universität Stockholm

Die Aula Magna ist der größte Hörsaal der Universität Stockholm in Schweden. Das Bauwerk wurde vom britisch-schwedischen Architekten Ralph Erskine (1914–2005) gemeinsam mit Lars Wilson entworfen und 1997 eingeweiht.

## Geschichte
Die  staatliche Universität Stockholm entstand 1960 aus der Stockholmer Hochschule. Seitdem wurde neue Gebäude für den Campus Frescati im Stadtteil Norra Djurgården errichtet. Erskine erhielt seit 1974 Aufträge für einzelne Bauten, dazu gehörten das Allhuset (1981), die Universitätsbibliothek (1979–1983), die Sporthalle Frescatihallen (1983) und das Juristernas hus (1991). Die 1997 fertiggestellte Aula Magna wurde Erskines letzter Auftrag für den Campus Frescati, als Dank wurde der Architekt im gleichen Jahr mit der Goldmedaille der Universität ausgezeichnet.

## Architektur
Der Bau der Aula Magna ist sieben Stockwerke hoch, von denen drei in den anstehenden Fels gebaut sind. Der Haupteingang im Nordosten wirkt niedrig. Die Fassade ist aus Glas, Holz und Stahl gestaltet und führt in das großzügige Foyer. Dagegen erstreckt sich die Südwestfassade über sieben Stockwerke. Aufgelockert ist dieser Teil des Baukörpers durch gestaffelte Volumina in unterschiedlicher Größe und Höhen. Baumaterial ist gemusterter Ziegelstein mit unterschiedlichen Texturen und verschiedenen Rot-, Gelb- und Brauntönen. Typisch für Erskine sind die Sonnenreflektoren auf dem Dach, die über Lichtschächte Tageslicht in das Auditorium leiten.
Die Aula Magna hat eine Bruttofläche von 7860 m². Der große Saal mit 1194 Sitzplätzen kann in zwei Räume mit 557 bzw. 637 Plätzen geteilt werden. Daneben gibt es eine Reihe von Konferenz- und Seminarräumen mit 18 bis 50 Sitzplätzen, Galerie und Foyer fassen jeweils 500 Personen.
Für die künstlerische Gestaltung waren die Bildhauerinnen Liss Eriksson (1919–2000) und Kirsten Ortwed (* 1948) verantwortlich.

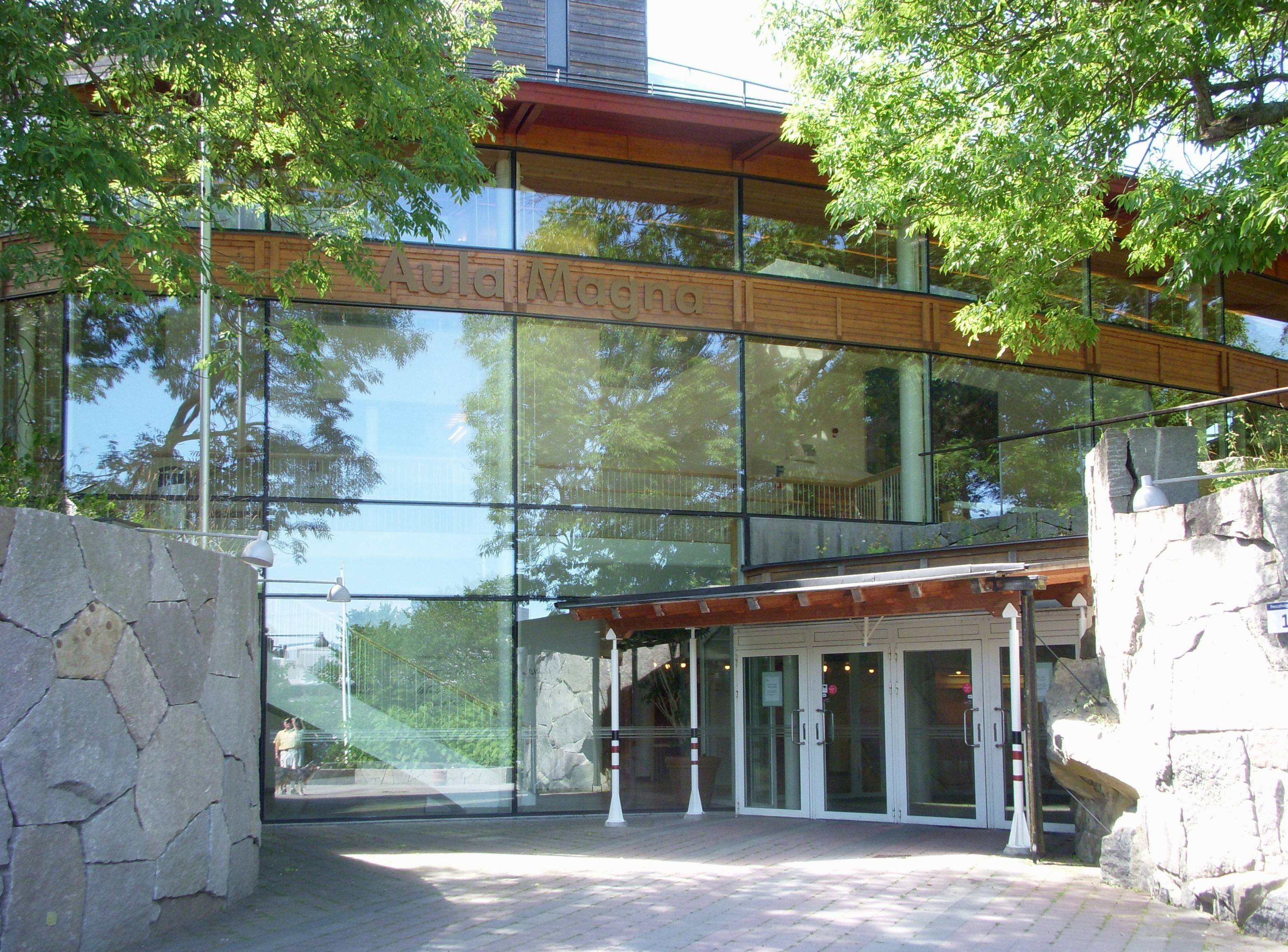
Haupteingang
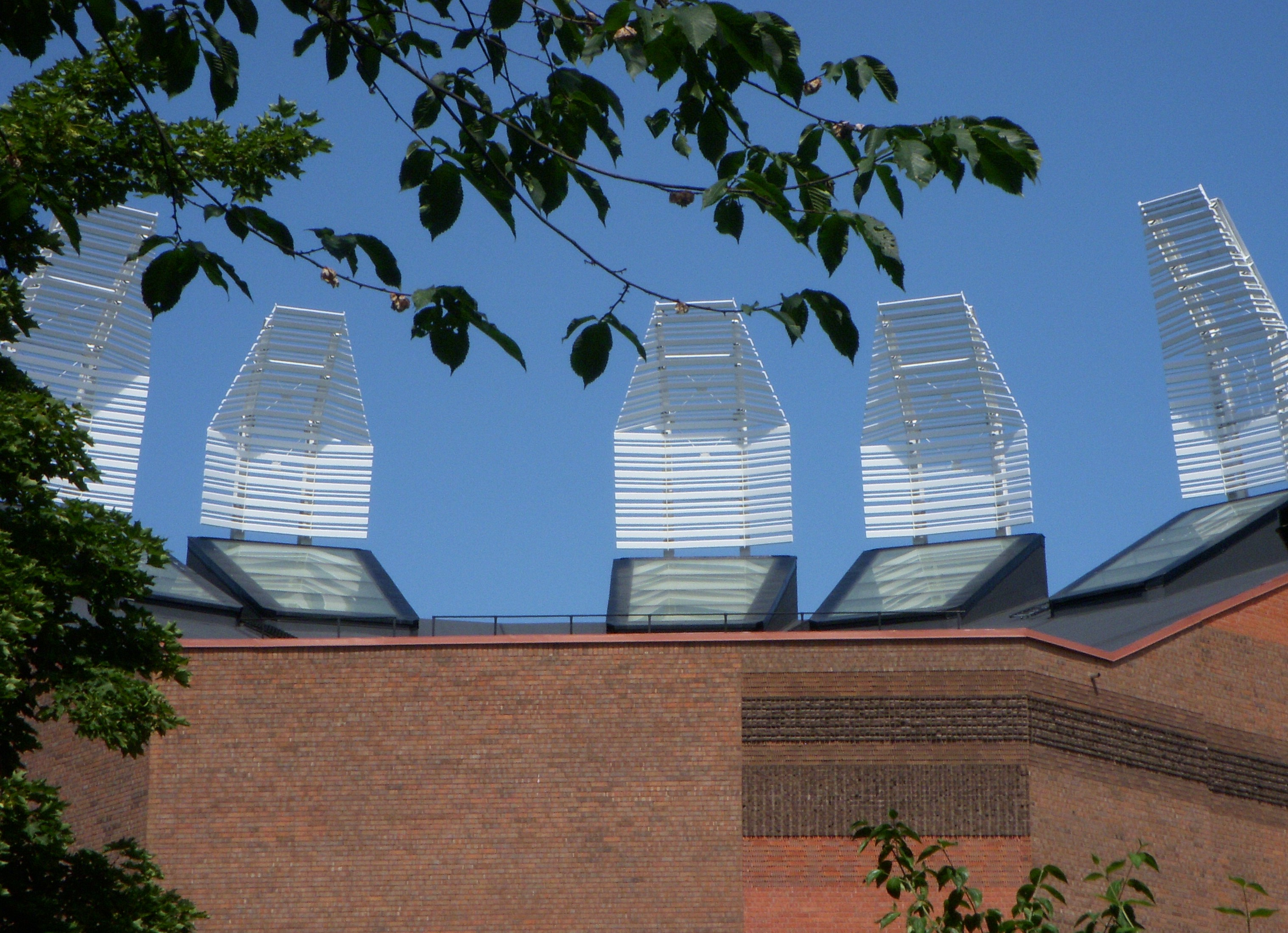
Sonnenreflektoren
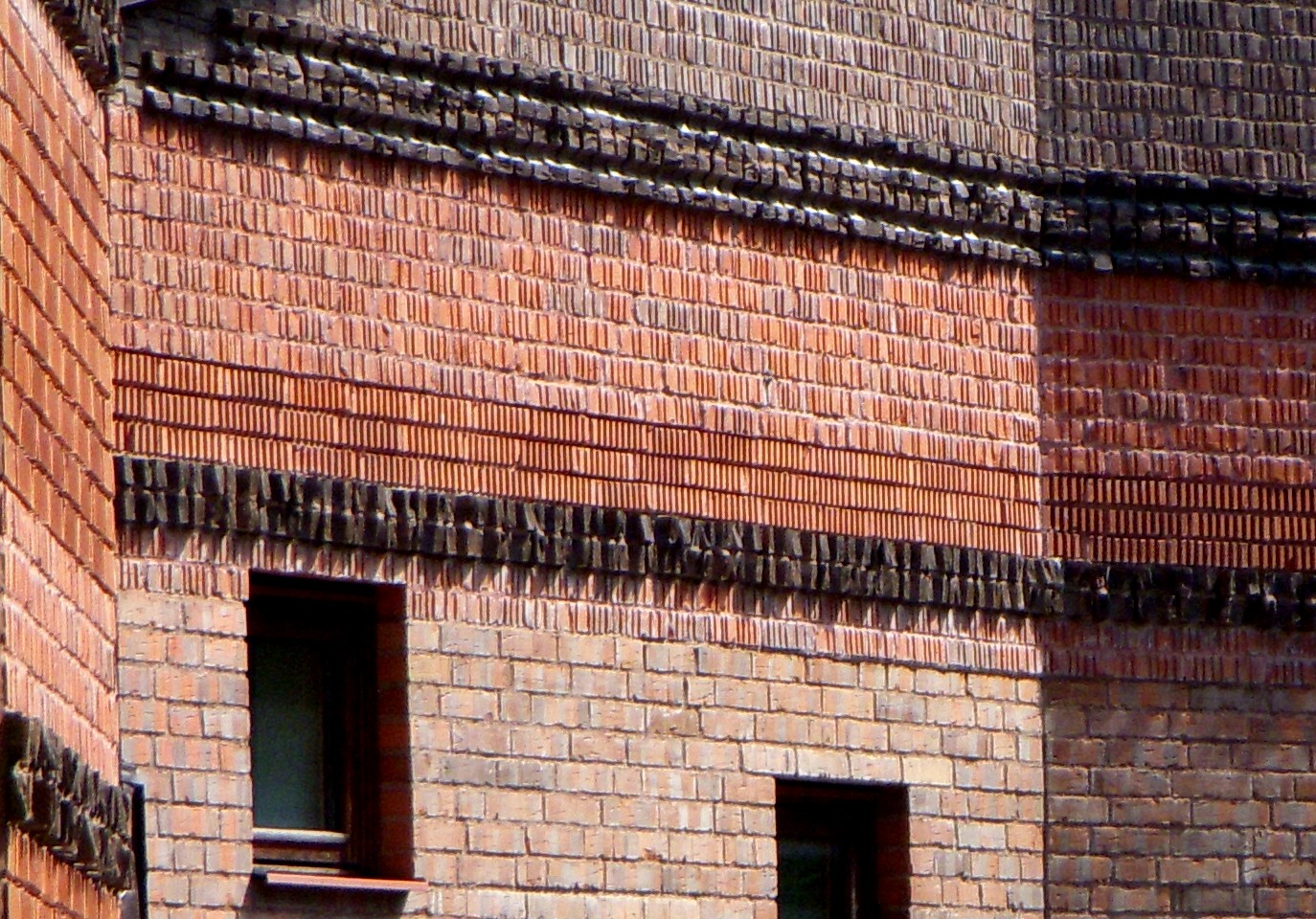
Detail der Südwestfassade
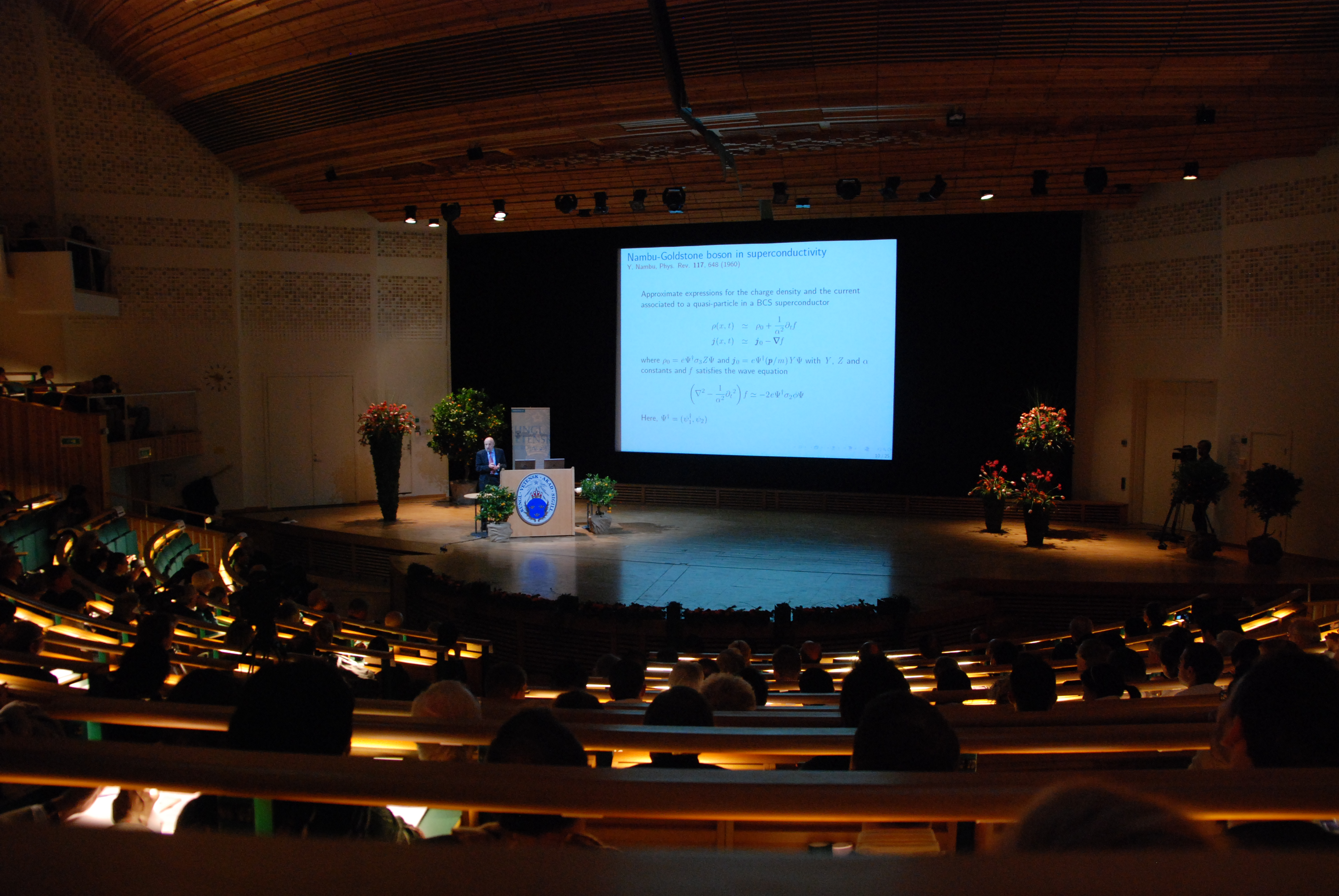
Vorlesung des Nobelpreisträgers Giovanni Jona-Lasinio (2008)

## Veranstaltungen
Jedes Jahr finden hier, organisiert von der Königlich Schwedischen Akademie der Wissenschaften, im Dezember die Vorlesungen der Nobelpreisträger statt. Daneben dient sie Promotionen, Tagungen und Symposien oder beispielsweise für Hauptversammlungen schwedischer Aktiengesellschaften. Im August 2019 war die Aula Magna Tagungsort der 15. Wikimania der Wikimedia Foundation (WMF).

## Verkehr
Die Aula Magna ist fünf Minuten von den Haltestellen Universitetet der Tunnel- und der Roslagsbanan entfernt.

## Trivia
Die gute Akustik macht es möglich, dass ein Redner ohne Mikrofon vor 1200 Zuhörern sprechen kann.